# Strijkkwartet nr. 8 (Villa-Lobos)
Heitor Villa-Lobos componeerde zijn Strijkkwartet nr. 8 in Rio de Janeiro in 1944. In datzelfde jaar componeerde hij ook andere belangrijke werken uit zijn oeuvre; Bachianas Brasileiras 8 en 9 en zijn 6e symfonie.
Zijn 8e strijkkwartet typeert zich door een atonaliteit die zich door het hele werk heeft verspreid. Het werk zit vol met chromatische motieven op een schaal die niet eerder bij hem voorkwam.

## Delen
1. Allegro
2. Lento
3. Scherzo, vivace
4. Quasi Allegro

## Bron en discografie
- Uitgave Briljant Classics : Cuarteto Latinomericano
- Uitgave Naxos: Danubius Quartet

Strijkkwartet nr. 1 · Strijkkwartet nr. 2 · Strijkkwartet nr. 3 · Strijkkwartet nr. 4 · Strijkkwartet nr. 5 · Strijkkwartet nr. 6 · Strijkkwartet nr. 7 · Strijkkwartet nr. 8 · Strijkkwartet nr. 9 · Strijkkwartet nr. 10 · Strijkkwartet nr. 11 · Strijkkwartet nr. 12 · Strijkkwartet nr. 13 · Strijkkwartet nr. 14 · Strijkkwartet nr. 15 · Strijkkwartet nr. 16 · Strijkkwartet nr. 17